# Municipio de Atemajac de Brizuela
El municipio de Atemajac de Brizuela es uno de los ciento veinticinco municipios en que se encuentra dividido el estado de Jalisco, ubicado en el occidente de México. El municipio se encuentra dentro de la región Lagunas, la cual se sitúa en el centro-sur geográfico de Jalisco.

## Toponimia
Atemajac proviene de la palabra náhuatl "Atemaxaque", la cual se desprende de las raíces: "Atl" (agua), "Tetl" (piedra o cerro) y "Maxatli" (bifurcar). Por lo tanto, Atemajac significa: "Piedra que bifurca el agua".

## Historia
La región fue habitada por otomíes, indios cabeza. La conquista espiritual principalmente corrió a cargo del franciscano Juan de Padilla. El pueblo primeramente estuvo en el lugar llamado Jaconoxtle y en la primera mitad del siglo XVIII se asentó en el actual sitio. Con la conquista, Atemajac quedó enclavada entre los pueblos de la llamada Provincia de Ávalos y con posterioridad quedaron las provincias adscritas a la Nueva Galicia.
El 22 de noviembre de 1824, por el Art. 9° (que adiciona los artículos del Plan de División Provisional del estado) se decretó:  Los pueblos de Atemajac y Juanacatlán se agregarán al departamento de Zacoalco. Perteneció al IV cantón de Sayula y tercer departamento de Zacoalco.
El 25 de abril de 1903, por decreto 997, el Congreso del Estado expidió un decreto que dice: La población de Atemajac de las Tablas, del 4° Cantón del estado se llamará en lo sucesivo Atemajac de Brizuela. Tal designación fue en honor del Coronel Miguel Brizuela. Atemajac de Brizuela existe como municipalidad desde el año de 1884, por decreto del 4 de abril llamado antes Atemajac de las Tablas.

## Descripción geográfica

### Ubicación
Atemajac de Brizuela se localiza al sur del estado en las coordenadas 20º05’00" a los 20º16’30" de latitud norte, y a 103º35’00" a los 103º57’20" de longitud oeste, a una altitud de 2,250 metros sobre el nivel del mar. Tiene una extensión territorial de 342.46 kilómetros cuadrados.
El municipio de Atemajac de Brizuela colinda al norte con los municipios de Cocula, Villa Corona, Zacoalco de Torres; al este con los municipios de Zacoalco de Torres, Techaluta de Montenegro; al sur con los municipios de Techaluta de Montenegro, Tapalpa y Chiquilistlán; al oeste con los municipios de Chiquilistlán, Tecolotlán y Cocula.

## Medio físico
Topográficamente, predominan las zonas accidentadas (44.2%). Se presentan también zonas planas (21.3%)  y zonas semiplanas o lomeríos (34.5%). El suelo predominante es feozem (30.1%), se presenta en cualquier tipo de relieve y clima, excepto en regiones tropicales o lluviosas o zonas muy desérticas siguiendole el regosol y el andasol con 26% y 24%. En cuanto a la cobertura del suelo el bosque (68.8%) es el uso de suelo dominante en el municipio siguiendo en la lista agricultira (17%), pastizal (9%), selva (2%) y asentamientos humanos (1%). La roca predominante es basalto (49.8%), después se encuentran la extrusiva ácida, brecha volcánica, residual y aluvial. 

### Hidrografía
Los tipos de recursos hídricos del municipio están constituidos por aguas subterráneas, ríos y lagos. El territorio está ubicado dentro de 3 acuíferos de los cuales el 17.5% no tienen disponibilidad y el 82.5% se encuentra con disponibilidad de agua subterránea. Los recursos hidrológicos con los que cuenta el municipio son: el río Carrizal; los arroyos: Agua Prieta, San Juan y El Salto; además hay algunos ojos de agua y varios manantiales. El territorio municipal está dentro de las cuencas Cocula, Laguna San Marcos-Zacoalco, Las Piedras de las cuales el 74.5% tienen disponibilidad y el 25.5% presentan déficit de disponibilidad de agua superficial

### Clima y precipitación
La mayor parte del municipio de Atemajac de Brizuela (68.4%) tiene clima templado subhúmedo. Ahora, del análisis de la precipitación media mensual histórica con registros hasta el 2021 del municipio Atemajac de Brizuela tenemos que la precipitación acumulada promedio es de 848.3 mm; la media del mes de enero es de 23.1 mm, la mínima de 14.6 mm y la máxima de 29.0 mm; mientras que en julio la precipitación media es de 197.3 mm, la mínima de 149.5 mm y máxima de 229.3 mm

### Temperatura
La temperatura media mensual conforme a los registros históricos hasta el 2021 del municipio, nos dice que la media anual promedio es de 18.1 grados centígrados (°C), la mínima y máxima promedio anual de 10.5°C y 25.6°C. La temperatura más fría se presentó en los meses de enero y diciembre con 5.3°C y 5.9°C respectivamente y las más altas fueron de 32.6°C y 32.0°C de los meses mayo y abril correspondientemente.

## Sequía
A nivel municipal la sequía extrema es la que tiene una mayor distribución con un 39.1%, sequía excepcional, severa y moderada con 21, 14 y 18 por ciento respectivamente. En menor medida encontramos extensiones sin sequía y anormalmente secas con el 5% y 0.8%.

## Flora y fauna
Las zonas más altas del municipio están cubiertas por bosques de pino; en las partes más bajas predominan encino y palo dulce; en algunos sitios hay selva baja espinosa, con huizache y granjeno. Las lomas y laderas están cubiertas de pastos, nopal, huizache y otras especies.
El puerco espín, el puma, el leoncillo, el tejón, el armadillo, la ardilla, el coyote, el conejo son especies silvestres que pueblan la región, además de existir algunos reptiles y aves.

## Infraestructura
El municipio cuenta con 16 servicios públicos, de los cuales destacan 20 escuelas, seguido de 11 templos e instalaciones deportivas o recreación con 10.

### Salud
De acuerdo con los registros de la secretaría de salud, en el municipio se encuentran 3 unidades de servicio de salud como lo son consultorios, hospitales generales y especializados, oficinas administrativas, farmacias, laboratorios, unidades de medicina familiar, de especialidades médicas y móviles. De las cuales 3 corresponden a la Secretaría de Salud (SSJ).

## Economía
Conforme a la información del Directorio Estadístico Nacional de Unidades Económicas (DENUE) de INEGI, el municipio de Atemajac de Brizuela cuenta con 361 unidades económicas al mes de mayo de 2024 y su distribución por sectores revela un predominio de establecimientos dedicados a Comercio, siendo estos el 46.81% del total en el municipio. Ocupa la posición 88 del total de empresas establecidas en el estado y el lugar número 9 en el ranking regional.

### Empleos y principales sectores económicos
Para junio de 2024 el IMSS reportó un total de 562 trabajadores asegurados, lo que representó para el municipio de Atemajac de Brizuela una disminución anual de 174 trabajadores en comparación con el mismo mes de 2023, debido a la baja del registro de empleo formal de algunos de sus grupos económicos principalmente el de Agricultura. En función de los registros del IMSS el grupo económico que más empleos presentó dentro del municipio de Atemajac de Brizuela fue el de Agricultura, ya que en junio de 2024 registró un total de 511 trabajadores concentrando el 90.93% del total de asegurados en el municipio. El segundo grupo económico con más trabajadores asegurados fue el de Servicios de alojamiento temporal, que para junio de 2024 registró 31 trabajadores asegurados que representan el 5.52% del total de trabajadores asegurados a dicha fecha, mientras que el tercer grupo fue el de Compraventa en tiendas de autoservicio y de departamentos especializados por línea de mercancías con un 1.07% de registros.

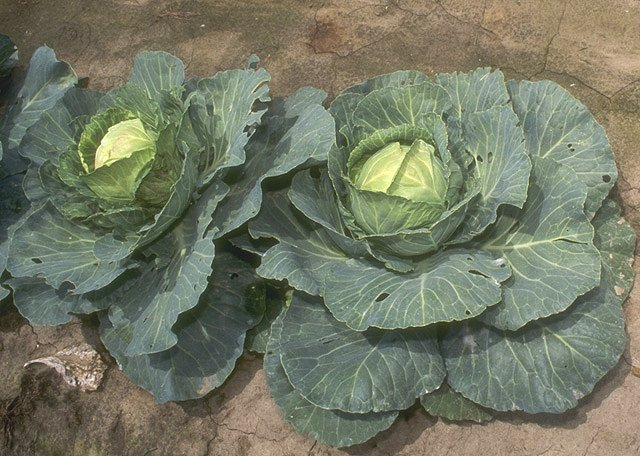
La col se cultiva en el municipio.

## Pobreza por carencia social
Para el año 2020, el 87.4% de la población carecio de acceso a seguridad social mientras que el 30% tuvo rezago educativo y siguiendo esta línea tenemos que el 7.9% carecio de acceso a servicios de salud. En menores proporciones tenemos al acceso a servicios básicos de la vivienda, calidad y espacios de la vivienda y acceso a la alimentación con 18, 22 y 34 por ciento respectivamente.

## Demografía y localidades
según el Censo de Población y Vivienda 2020, su población en ese año era de 7,758 personas; de las cuales el 49.6 por ciento eran hombres y 50.4 por ciento mujeres. Comparando este volumen poblacional con el del año 2015 (6,617 habitantes), se observa que la población municipal aumentó un 15.5 por ciento en cinco años.

### Localidades
En 2020 Atemajac de Brizuela contaba con 21 localidades, de éstas, 0 eran de dos viviendas y 7 de una. La localidad de Atemajac de Brizuela era la más poblada, con 6,434 personas, que representaban el 82.9% de la población del municipio; le seguía Lagunillas con el 4.3%, Tierra Blanca con el 2.8%, Yolosta con el 2.4% y Las Varillas con el 1.9% del total municipal.
| Código INEGI      | Localidad            | Población (2020) |
| ----------------- | -------------------- | ---------------- |
| 140100001         | Atemajac de Brizuela | 6 434            |
| Otras localidades | Otras localidades    | 1 324            |
| Total municipal   | Total municipal      | 7 758            |

## Índice de desarrollo municipal
Atemajac de Brizuela obtiene un desarrollo institucional Medio con un IDM-I de 63.1, que lo coloca en el sitio 71 del ordenamiento estatal.

## Promedio mensual de carpetas de investigación
Durante el periodo de junio 2023 a mayo de 2024, se abrieron un total de 19 carpetas de investigación con un promedio de 2 carpetas mensuales en donde el fraude es el delito más investigado.

## Turismo
Arquitectura
- Casa Histórica.
- Presidencia Municipal.
- Sede de la Comunidad Agraria.
- Hacienda de la Yerbabuena.
- Hacienda el Frijolito.
- Capilla del Señor del Ocotito.

Artesanías
- Elaboración de: talabratería, huaraches, trabajos de madera, artículos de ocochal, muebles típicos, sarapes y cobijas de lana.

Esculturas
- Monumento al Coronel Miguel De Brizuela.

Iglesias
- Capilla de San José.
- Capilla de Santo Santiago.
- Capilla del Señor del Ocotito.
- Seminario.
- Templo de San Bartolomé.

Parques y reservas
- Mirador del Divisadero.
- Piedra Redonda.
- Las Presitas.

Fiestas

## Fiestas
Fiestas civiles
- Fiestas patrias. En septiembre.
- Jaripeo. Fecha variable.
- Los Herraderos. Fecha variable.

Fiestas religiosas
- Fiesta en Honor de San Bartolomé: 23 y 24 de agosto.
- Fiesta en honor a Nuestra Señora Virgen María de la Defensa: Del 5 al 9 de septiembre.
- Fiesta del Espíritu Santo: En mayo o junio (Fiestas movible).
- Fiesta a las Talpitas: El 2 de febrero.
- Fiesta en honor de la Virgen de Guadalupe: 12 de diciembre.

## Gobierno

### Presidentes municipales
| Presidente municipal            | Período               | Partido político | Notas                              |
| Ramón Montes                    | 1931–1932             | PNR              |                                    |
| Francisco Dávila Castillo       | 1933–1934             | PNR              |                                    |
| Pedro Guadalupe                 | 1935–1936             | PNR              |                                    |
| Ramón Espinoza                  | 1937–1939             | PNR PRM          |                                    |
| Cecilio Vázquez                 | 1939–1940             | PRM              |                                    |
| Crescenciano Cuevas             | 1941–1942             | PRM              |                                    |
| Octaviano Castillo R.           | 1943–1944             | PRM              |                                    |
| Manuel León Velasco             | 1945–1946             | PRM              |                                    |
| José González Aguilar           | 1947–1948             | PRI              |                                    |
| Macario Tejeda Castillo         | 1948–1952             | PRI              |                                    |
| Manuel Reynoso León             | 1953–1955             | PRI              |                                    |
| Manuel León Velasco             | 1956–1958             | PRI              |                                    |
| J. Carlos Vázquez Tejeda        | 1959–1961             | PRI              |                                    |
| Francisco Sigala Nodal          | 1962–1964             | PRI              |                                    |
| Fidel Mendoza González          | 1965–1967             | PRI              |                                    |
| Manuel Vázquez Tejeda           | 1968–1970             | PRI              |                                    |
| Javier Dávila de la Torre       | 1971–1973             | PRI              |                                    |
| Vicente Castro Dávila           | 1974–1976             | PRI              |                                    |
| Rubén Dávila Sigala             | 1977-1979             | PRI              |                                    |
| Francisco Sigala Nodal          | 1980–1982             | PRI              |                                    |
| Blanca Isaura Vázquez Morones   | 1983–1985             | PRI              |                                    |
| Elías Dávila Tejeda             | 1986–1988             | PRI              |                                    |
| Martín Reynoso Dávila           | 1989–1991             | PRI              |                                    |
| Martiniano León León            | 1992–1995             | PRI              |                                    |
| José Ramírez Dávila Vázquez     | 1995–1998             | PRI              |                                    |
| José Mendoza Echeverría         | 01-01-1998–31-12-2000 | PAN              |                                    |
| Manuel Francisco Reynoso Dávila | 01-01-2001–31-12-2003 | PRI              |                                    |
| Esther León Dávila              | 01-01-2004–31-12-2006 | PAN              |                                    |
| Mirella Rafaela León Castro     | 01-01-2007–31-12-2009 | PRI              |                                    |
| Amado Leal de la Cruz           | 01-01-2010–30-09-2012 | PRI Panal        | Coalición "Alianza por Jalisco"    |
| Belén Córdova Dávila            | 01-10-2012–30-09-2015 | PRI PVEM         | Coalición "Compromiso por Jalisco" |
| María Felícitas Aguilar Ibarra  | 01-10-2015–30-09-2018 | PAN              |                                    |
| J. Jesús Monroy Moreno          | 01-10-2018–30-09-2021 | Panal            |                                    |
| Santiago León Castro            | 01-10-2021–           | PAN              |                                    |